# Loma Bonita, Copanatoyac
Loma Bonita är en ort i Mexiko.   Den ligger i kommunen Copanatoyac och delstaten Guerrero, i den sydöstra delen av landet, 230 km söder om huvudstaden Mexico City. Loma Bonita ligger 1 879 meter över havet och antalet invånare är 199.
Terrängen runt Loma Bonita är lite bergig. Runt Loma Bonita är det ganska glesbefolkat, med 32 invånare per kvadratkilometer. Närmaste större samhälle är Malinaltepec, 18,1 km söder om Loma Bonita. I omgivningarna runt Loma Bonita växer huvudsakligen savannskog.